# Qatargas
Qatargas is de grootste producent van vloeibaar aardgas (lng) ter wereld. Het hoofdkantoor staat in Doha, de hoofdstad van Qatar. Het produceert zo’n 42 miljoen ton lng in vier ondernemingen, Qatargas 1 tot en met 4. Het gas is afkomstig uit het mega-gasveld North Field/South Pars gelegen voor de kust van Qatar in de Perzische Golf op de zeegrens met Iran. Met RasGas, eveneens een lng producent, produceerde Qatar in totaal 77 miljoen ton lng in 2010. Op 1 januari 2018 fuseerden RasGas en Qatargas en de combinatie gaat verder onder als Qatargas.

## Geschiedenis
Het gas voor de productie van lng komt uit het North Field/South Pars gasveld. Het veld ligt grotendeels onder de zeebodem. De eerste productiefaciliteiten staan op 80 kilometer ten noorden van Qatar en kwamen in 1996 in gebruik. Het gas wordt door middel van een pijplijn naar de kust vervoerd. Bij de havenplaats Ras Laffan, zo’n 60 kilometer ten noorden van Doha, komt het gas aan land.
In Qatar en directe omgeving zijn geen goede afzetmogelijkheden voor het gas. Om de reserves te ontwikkelen werd besloten het gas vloeibaar te maken tot lng. Eenmaal vloeibaar is het gas gemakkelijk over grote afstanden te vervoeren met gastankers naar de afnemers in het Verre Oosten, Noord-Amerika en Europa. Voor dit doel werd Qatargas als onderneming opgericht in 1984. De overheid is de belangrijkste aandeelhouder, het staatsbedrijf Qatar Petroleum speelt in al deze plannen een belangrijke rol.
In december 2016 besloot de moedermaatschappij, Qatar Petroleum, het bedrijf samen te voegen met RasGas. Beide bedrijven zijn in dezelfde markten actief en door ze te bundelen is er ruimte om de kosten te reduceren. De combinatie gaat verder onder de naam Qatargas. Op 1 januari 2018 was de fusie een feit.

## Het project
Het gehele project is verdeeld over vier joint ventures, Qatargas 1 tot en met 4, voor de productie voor lng.
Verder beschikt het bedrijf over de Laffan raffinaderij. Deze verwerkt aardgascondensaat tot verkoopbare producten. In april 2013 werden de contracten getekend voor een uitbreiding van deze raffinaderij. Als deze uitbreiding in 2016 is afgerond, verdubbelt de capaciteit naar 300.000 vaten condensaat per dag.
Qatargas beschikt over eigen gastankers en ten slotte zijn er een beperkt aantal faciliteiten om vloeibaar gas weer gasvormig te maken, waaronder in het Verenigd Koninkrijk. Het lng wordt wereldwijd verkocht, meestal onder contracten met een looptijd van vele jaren.

### Qatargas 1, 2, 3 en 4
Qatargas is de werknaam voor een aantal aparte ondernemingen. Qatar Petroleum is in alle gevallen de meerderheidsaandeelhouder. Hiernaast zijn diverse aandeelhouders betrokken met minderheidsbelangen. De samenstelling varieert per combinatie.
Het project werd gestart met Qatargas 1 en de bouw van drie installaties om gas vloeibaar te maken. De capaciteit van elke installatie is 3,2 miljoen ton lng op jaarbasis ofwel 9,6 miljoen ton in totaal. In 1996 werd de eerste lading lng in de tankers geladen en naar de klanten in Japan gebracht. De belangrijkste aandeelhouders van Qatargas 1 zijn Qatar Petroleum, ExxonMobil, Total en de Japanse handelshuizen Mitsui en Marubeni. In 2009 produceerde Qatargas 1 10,1 miljoen ton lng.
In 2009 volgde Qatargas 2 die bestaat uit twee joint ventures elk met een installatie met een capaciteit van 7,8 miljoen ton lng. In de eerste joint venture is naast Qatar Petroleum de Amerikaanse oliemaatschappij ExxonMobil de partner. Deze samenwerking beslaat de hele lng waardeketen. Een vloot van 14 schepen leveren het lng af bij de South Hook LNG terminal te Milford Haven in Wales. Hier wordt het lng weer omgezet in aardgas en verpompt naar de afnemers in het Verenigd Koninkrijk. Deze installatie alleen levert ongeveer 20% van de behoefte van lng van het land. Bij de andere joint venture van Qatargas 2 is ook het Franse energieconcern Total betrokken als derde partner. In september 2009 werd hier de productie opgestart.
In november 2010 en januari 2011 volgde Qatargas 3 en 4, beide met een installatie van 7,8 miljoen ton lng per jaar. De partners in Qatargas 3 zijn ConocoPhillips (30%) en Mitsui (1,5%). Koninklijke Olie is de enige partner in Qatargas 4, met een aandelenbelang van 30%.

## Vloot
Voor het transport heeft het een eigen vloot van gastankers. Qatargas 1 beschikt over 10 schepen elk met een capaciteit van 135.000 m3. Deze schepen varen met een kruissnelheid van 20 knopen tussen Qatar en Japan. Verder beschikt het over vijf tankers die zijn ingehuurd voor het transport naar Spanje.
De andere drie Qatargas maatschappijen maken gebruik van Q-Flex en Q-Max gasschepen. Deze moderne schepen hebben een capaciteit van 215.000 m³ lng voor de Q-Flex en 265.000 m³ voor de Q-Max versie. Dankzij de grotere capaciteit zijn de transportkosten 30 à 40% lager in vergelijking tot oudere en kleinere gastankers. De schepen zijn gebouwd op werven in Zuid-Korea. Omstreeks 2012 waren er 19 Q-Flex en 13 Q-Max tankers in de vaart.